# Alvimare
Alvimare är en kommun i departementet Seine-Maritime i regionen Normandie i norra Frankrike. Kommunen ligger i kantonen Fauville-en-Caux som tillhör arrondissementet Le Havre. År 2022 hade Alvimare 595 invånare.

## Befolkningsutveckling
Antalet invånare i kommunen Alvimare
| Referens: INSEE |